# Đorđe Jovanović
Đorđe Jovanović (Servisch: Ђорђе Јовановић) (Leposavić, 15 februari 1999) is een Servisch voetballer die doorgaans speelt als spits. In augustus 2023 verruilde hij Maccabi Tel Aviv voor FC Basel. Jovanović maakte in 2022 zijn debuut in het Servisch voetbalelftal.

## Clubcarrière
Jovanović speelde in de jeugd van Kosmet Leposavić en kwam hierna terecht in de opleiding van FK Partizan. Zijn debuut in het eerste elftal maakte de aanvaller op 11 december 2016, toen met 1–3 gewonnen werd van Čukarički. Uroš Đurđević maakte drie doelpunten voor Partizan, Ognjen Ožegović scoorde in eigen doel. Jovanović begon op de reservebank en mocht twee minuten voor tijd invallen voor Đurđević. Zijn eerste doelpunt maakte hij op 24 september 2017. Tegen Rad kwam hij in de negenenzeventigste minuut tot scoren. Partizan won de wedstrijd met 2–4.
In de zomer van 2018 maakte hij de overstap naar Lokeren, waar hij voor één jaar tekende. Na een halfjaar, waarin hij elf officiële wedstrijden speelde en één doelpunt maakte, verkaste Jovanović voor circa één miljoen euro naar Cádiz. Deze club verhuurde hem in september 2019 aan FC Cartagena. Op het moment dat de competitie werd stilgelegd door de coronapandemie stond Cartagena bovenaan. Hierdoor mocht het in juli meedoen aan de nacompetitie. Na strafschoppen werd de finale van Atlético Baleares gewonnen, waardoor Cartagena kampioen werd. Medio 2020 werd het contract van de Serviër bij Cádiz ontbonden. Een halfjaar later vond hij in Čukarički een nieuwe werkgever. Na twintig doelpunten in tweeëndertig competitieoptredens nam Maccabi Tel Aviv hem over voor 1,9 miljoen euro en gaf hem een contract tot medio 2024, met een optie voor twee seizoenen extra. Anderhalf jaar en vierentwintig competitiedoelpunten later nam FC Basel de spits over. Jovanović scoorde tweemaal in negentien competitiewedstrijden en werd een klein jaar na zijn komst door Basel verhuurd aan zijn oude club FK Partizan. Na een seizoen bij Partizan keerde hij tijdelijk terug naar Israël, waar Maccabi Haifa hem huurde.

## Clubstatistieken
| Seizoen | Club             | Competitie         | Competitie | Competitie | Beker | Beker | Internationaal | Internationaal | Totaal | Totaal |
| Seizoen | Club             | Competitie         | Wed.       | Dlp.       | Wed.  | Dlp.  | Wed.           | Dlp.           | Wed.   | Dlp.   |
| ------- | ---------------- | ------------------ | ---------- | ---------- | ----- | ----- | -------------- | -------------- | ------ | ------ |
| 2016/17 | FK Partizan      | Superliga          | 7          | 0          | 0     | 0     | 0              | 0              | 7      | 0      |
| 2017/18 | FK Partizan      | Superliga          | 14         | 4          | 2     | 0     | 3              | 0              | 19     | 4      |
| 2018/19 | Lokeren          | Eerste klasse A    | 10         | 1          | 1     | 0     | —              | —              | 11     | 1      |
| 2018/19 | Cádiz            | Segunda División A | 6          | 0          | 0     | 0     | —              | —              | 6      | 0      |
| 2019/20 | → FC Cartagena   | Segunda División B | 16         | 3          | 2     | 2     | —              | —              | 18     | 5      |
| 2020/21 | Čukarički        | Superliga          | 17         | 9          | 0     | 0     | —              | —              | 17     | 9      |
| 2021/22 | Čukarički        | Superliga          | 15         | 11         | 0     | 0     | 4              | 1              | 19     | 12     |
| 2021/22 | Maccabi Tel Aviv | Ligat Ha'Al        | 16         | 9          | 1     | 1     | 2              | 0              | 19     | 10     |
| 2022/23 | Maccabi Tel Aviv | Ligat Ha'Al        | 33         | 15         | 6     | 5     | 6              | 3              | 45     | 23     |
| 2023/24 | Maccabi Tel Aviv | Ligat Ha'Al        | 0          | 0          | 1     | 0     | 2              | 0              | 3      | 0      |
| 2023/24 | FC Basel         | Super League       | 19         | 2          | 4     | 4     | 0              | 0              | 23     | 6      |
| 2024/25 | → FK Partizan    | Superliga          | 19         | 6          | 1     | 0     | 3              | 0              | 23     | 6      |
| 2025/26 | Maccabi Haifa    | Ligat Ha'Al        | 0          | 0          | 0     | 0     | 0              | 0              | 0      | 0      |
| Totaal  | Totaal           | Totaal             | 172        | 60         | 18    | 12    | 20             | 4              | 210    | 76     |

Bijgewerkt op 7 juli 2025.

## Interlandcarrière
Jovanović maakte op 5 juni 2022 zijn debuut in het Servisch voetbalelftal, toen in het kader van de UEFA Nations League 2022/23 werd gespeeld tegen Slovenië. Aleksandar Mitrović opende namens Servië de score, waarna Petar Stojanović gelijkmaakte. Sergej Milinković-Savić, Luka Jović en Nemanja Radonjić zorgden uiteindelijk voor een Servische zege: 4–1. Van bondscoach Dragan Stojković mocht Jovanović in de basis beginnen en hij werd in de rust naar de kant gehaald ten faveure van Jović. De andere Servische debutant dit duel was Erhan Mašović (VfL Bochum).
| Interlands van Đorđe Jovanović voor Servië | Interlands van Đorđe Jovanović voor Servië | Interlands van Đorđe Jovanović voor Servië | Interlands van Đorđe Jovanović voor Servië | Interlands van Đorđe Jovanović voor Servië | Interlands van Đorđe Jovanović voor Servië | Interlands van Đorđe Jovanović voor Servië |
| №                                          | Datum                                      | Wedstrijd                                  | Uitslag                                    | Competitie                                 | Goals                                      |                                            |
| Als speler bij Maccabi Tel Aviv            | Als speler bij Maccabi Tel Aviv            | Als speler bij Maccabi Tel Aviv            | Als speler bij Maccabi Tel Aviv            | Als speler bij Maccabi Tel Aviv            | Als speler bij Maccabi Tel Aviv            | Als speler bij Maccabi Tel Aviv            |
| ------------------------------------------ | ------------------------------------------ | ------------------------------------------ | ------------------------------------------ | ------------------------------------------ | ------------------------------------------ | ------------------------------------------ |
| 1                                          | 5 juni 2022                                | Servië – Slovenië                          | 4 – 1                                      | Nations League 2022/23                     |                                            |                                            |
| 2                                          | 16 juni 2023                               | Servië – Jordanië                          | 3 – 2                                      | Vriendschappelijk                          |                                            |                                            |
| 3                                          | 20 juni 2023                               | Bulgarije – Servië                         | 1 – 1                                      | EK 2024 kwalificatie                       |                                            |                                            |
| Als speler bij FK Partizan                 |                                            |                                            |                                            |                                            |                                            |                                            |
| 4                                          | 8 september 2024                           | Denemarken – Servië                        | 2 – 0                                      | Nations League 2024/25                     |                                            |                                            |

Bijgewerkt op 7 juli 2025.

## Erelijst
| Competitie         |          |          |          |          |
| Competitie         | Aantal   | Jaren    |          |          |
| Partizan           | Partizan | Partizan | Partizan | Partizan |
| ------------------ | -------- | -------- | -------- | -------- |
| Superliga          | 1        | 2016/17  |          |          |
| FC Cartagena       |          |          |          |          |
| Segunda División B | 1        | 2019/20  |          |          |